# Баламутов, Александр Дмитриевич
Александр Дмитриевич Баламутов (1904 — 1979) — начальник 7-го (секретно-шифровального) отдела ГУГБ НКВД СССР, подполковник внутренней службы (1957).

## Биография
Родился в русской семье крестьянина (позже отец был рабочим-горняком). В ВКП(б) с июня 1926 года. Образование получил в Ханжёнковской начальной рудничной школе, совпартшколе 2-й ступени Курской губернии с сентября 1923 по сентябрь 1925, Московском электротехническом институте с марта 1931 по март 1934.
Ламповщик на шахте «Президент» в Ханженково Макеевского района с июня 1917 по май 1918 года. Сельскохозяйственный рабочий на станции Полевая Курской губернии с июня 1918 по август 1919 года. Работал в хозяйстве родителей на хуторе Полный с августа 1919 по апрель 1920. Председатель и секретарь Колодненского волостного комитета РКСМ в Курской губернии с апреля 1920 по апрель 1922. Секретарь, председатель Новоселидебновского сельсовета Курского уезда Курской губернии с апреля 1922 по сентябрь 1923. Инструктор Белгородского уездного комитета РЛКСМ с сентября по ноябрь 1925. Инструктор, заместитель заведующего агитационно-пропагандистским отделом Белогородского ВКП(б) с ноября 1925 по сентябрь 1927. Ответственный секретарь Корочанского волостного комитета ВКП(б) с сентября 1927 по декабрь 1928. Ответственный инструктор, заместитель заведующего организационным отделом Елецкого окружного комитета ВКП(б) с декабря 1928 по октябрь 1929. Ответственный секретарь Липецкого городского комитета ВКП(б) с октября 1929 по май 1930. Заместитель директора Дерюгинского сахарного комбината с июня 1930 по март 1931. Начальник политического отдела Старинского свеклосовхоза Куйбышевской области с марта 1934 по январь 1937.
В органах НКВД начал стажёром 3-го отдела ГУГБ НКВД СССР с января 1937 по 23 апреля 1937, затем заместитель начальника 1-го отделения 3-го отдела ГУГБ НКВД СССР до 14 декабря 1937. Секретарь партийного комитета ГУГБ НКВД СССР с 14 декабря 1937 по июнь 1938. Начальник 3-го специального отделения НКВД СССР с 28 марта 1938 по 29 сентября 1938. Начальник 7-го отдела ГУГБ НКВД СССР с 29 сентября 1938 по 8 апреля 1939. С 21 июля 1939 по апрель 1941 руководил Ухтижемлагом, при этом являлся начальником Управления Ухто-Ижемского ИТЛ и комбината НКВД с 8 апреля 1939 по 8 мая 1941. Начальник строительного управления Западного фронта с 6 июня по август 1941. Начальник строительства № 1001 и ИТЛ НКВД (Сызрань) с 26 августа 1941 по 26 января 1942. Начальник участка № 1 промышленной колонии УИТЛиК УНКВД Свердловской области с февраля 1942 по апрель 1946.
Пенсионер в Москве с апреля по октябрь 1946. Старший инженер Главной государственной горно-технической инспекции Министерства нефтяной промышленности Восточных районов СССР с октября 1946 по октябрь 1947. Заместитель начальника Главной государственной горно-технической инспекции с октября 1947 по декабрь 1948. Вновь старший инженер Главной государственной горно-технической инспекции и отдела охраны труда Министерства нефтяной промышленности с января 1949 по октябрь 1957. Старший инженер Государственного научно-технического комитета СМ РСФСР с октября 1957 по август 1961. Старший инженер Государственного комитета СМ РСФСР по координации научно-исследовательских работ с августа 1961 по август 1962. Главный специалист Государственного комитета СМ РСФСР по координации научно-исследовательских работ с августа 1962 по декабрь 1965. Исполняющий обязанности начальника отдела координации подготовки научных кадров Государственного комитета СМ РСФСР по координации научно-исследовательских работ с января по апрель 1966. Персональный пенсионер республиканского значения с апреля 1966.

### Звания
- Лейтенант государственной безопасности (23.04.1937);
- Капитан государственной безопасности (01.04.1938);
- Подполковник внутренней службы (09.09.1957).

### Награды
- пять медалей;
- знак «Почётный сотрудник госбезопасности».